# Peugeot Type 2
La Type 2 è stata la prima autovettura con motore a combustione interna prodotta da Armand Peugeot e dalla sua azienda tra il 1890 e il 1891.

## Storia
Dopo l'insuccesso ottenuto dal triciclo Serpollet-Peugeot a vapore, durante l'Exposition Universelle de Paris nel 1889, Armand Peugeot non cedette, anzi: già in fase di progetto del triciclo a vapore si rese conto delle limitazioni che il motore a vapore imponeva, vale a dire un esagerato ingombro della caldaia e un peso eccessivo dell'intera vettura, dovuto sia alla massa della caldaia stessa, sia ai rinforzi richiesti dal telaio della vettura stessa per sorreggerla, rinforzi che avevano come conseguenza quella di aumentare ulteriormente il peso della vettura.
Pertanto, nella mente di Armand Peugeot cominciò a farsi strada l'idea che in realtà sarebbe occorso un motore molto più compatto e leggero, in grado di fornire prestazioni adeguate, ma senza richiedere oltretutto appesantimenti inutili.
Perciò, l'Exposition di Parigi non fu un vero fiasco per Peugeot: infatti, nella stessa occasione, il francese strinse contatti con Gottlieb Daimler, altro "grande" della nascita dell'automobile in Europa, che a Parigi stava esponendo la sua Stahlradwagen. La vettura, concepita per essere leggera, poco ingombrante e dotata di un propulsore a combustione interna dalle prestazioni adeguate, faceva proprio al caso di Peugeot, il quale ebbe modo anche di stringere accordi commerciali con la Emile Levassor e Madame Louise Sarazin, quest'ultima vedova di Edouard Sarazin, titolare dei diritti per la fabbricazione su licenza dei motori Daimler in Francia. Alla morte del marito, Madame Sarazin ne ereditò i diritti, e divenne probabilmente la donna più influente nella nascita dell'industria automobilistica francese. Armand Peugeot prese quindi accordi per l'acquisto di motori Daimler, che in seguito vennero montati su telai da lui costruiti, questa volta sul modello della Stahlradwagen. Alla costruzione dei telai collaborò anche il fido ingegner Louis Rigoulot, stretto collega di Peugeot. I primi motori giunsero ad Armand Peugeot nel marzo del 1890: in realtà vi furono inizialmente dei problemi di messa a punto del motore che ritardarono il debutto della nuova vettura e lo fece slittare al mese di aprile del 1891: la Type 2 era una piccola vetturetta a due posti lunga appena 2.3 metri e con un interasse di 1.4 m. Era mossa da un motore bicilindrico a V di origine Daimler, da 565 cm³ (alesaggio e corsa: 60x100 mm) e in grado di erogare una potenza massima di 2 CV. La trasmissione avveniva per mezzo di una catena. La velocità massima era di 18 km/h. Come già detto, per la sua realizzazione Armand Peugeot si ispirò alla Stahlradwagen prodotta da Daimler e da essa egli riprese in particolare il sistema di raffreddamento ad acqua, con il liquido che scorre attraverso i tubi che costituiscono il telaio. Inoltre, tra le altre innovazioni proposte dalla Type 2 vi fu finalmente un vero sistema di sospensioni, sebbene ancora rudimentali.
Nonostante tutto, di questa vettura furono costruiti solo quattro esemplari: la Type 2 non può essere quindi considerata ancora un successo, soprattutto per il fatto che una novità come quella dell'automobile doveva ancora essere metabolizzata anche da chi aveva le possibilità economiche di poterne acquistare una. Ma dalla Type 2 sarebbe stato derivato un nuovo modello, destinato ad avere maggior successo, e non solo dal punto di vista commerciale: la Type 3.